# 1620 en philosophie
Chronologie de la philosophie
- 1616
- 1617
- 1618
- 1619
- 1620
- 1621
- 1622
- 1623
- 1624

L’année 1620 a été marquée, en philosophie, par les événements suivants :

## Publications
- Johann Heinrich Alsted : Cursus philosophici encyclopedia, Herborn, Corvinus.

- Francis Bacon : Instauratio magna scientiarum, ouvrage encyclopédique rédigé en latin. Sur les six parties initialement prévues, nous ne possédons que des ébauches de la première et de la troisième, tandis que les trois dernières ne furent jamais rédigées. La seconde partie du traité, en revanche, est la seule à avoir été achevée. Il s'agit du célèbre Novum Organum, un texte dévolu à l'exposé de la méthode inductive, visant à dépasser la logique aristotélicienne. Bacon, Sylva sylvarum

- Jakob Böhme : 

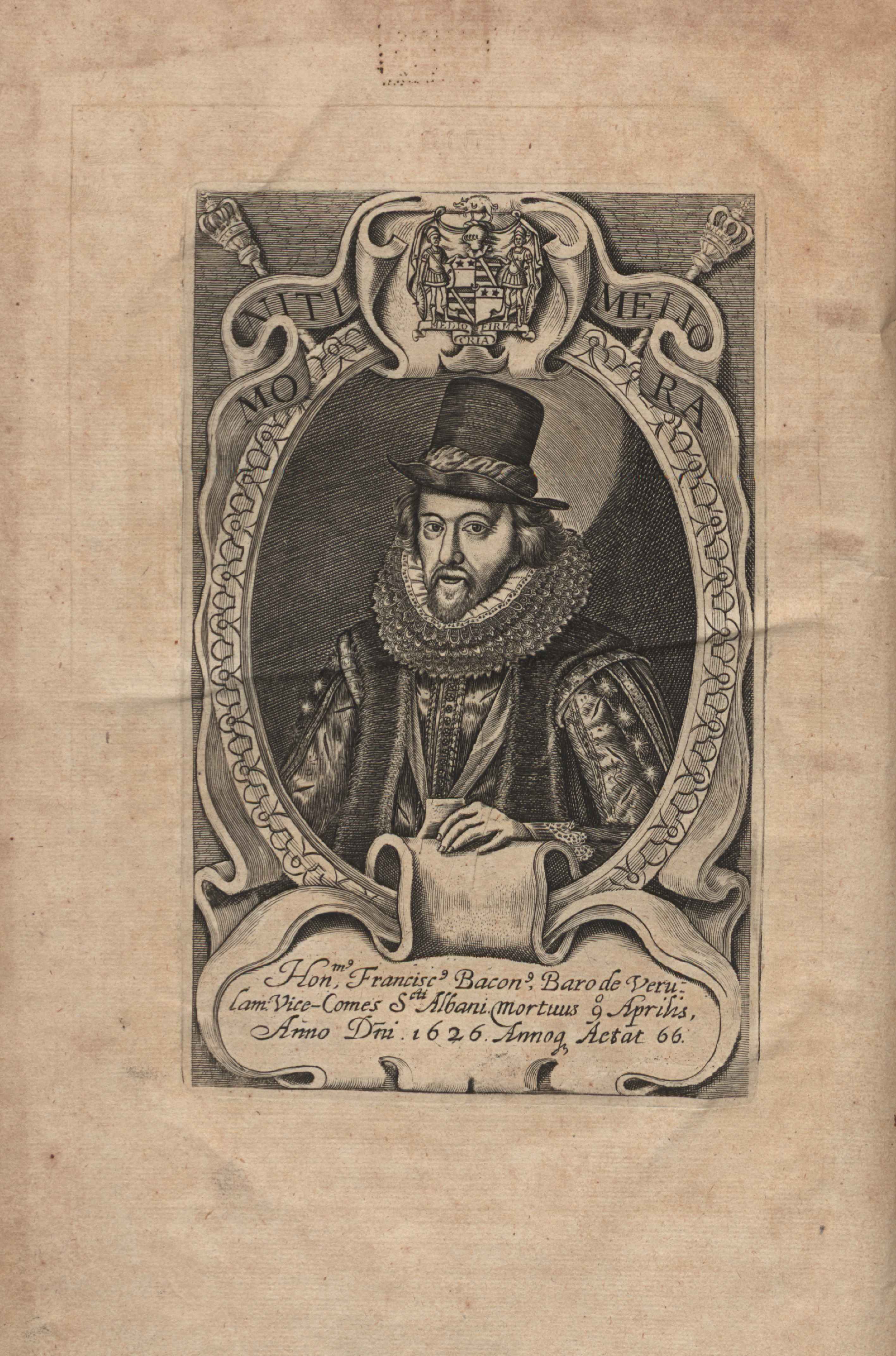
Bacon, Sylva sylvarum

  - De la triple vie de l'homme, selon le mystère des trois principes de la manifestation divine (1620). Trad. Louis-Claude de Saint-Martin, 1809  ;
  - De l'incarnation du Christ, de sa passion, de sa mort et de sa résurrection, et de l'arbre de la foi (1620)  ;
  - Du mystère céleste et terrestre (1620) ;
  - Six points théosophiques (Sex puncta theosophica, 1620). Trad. Louis-Claude de Saint-Martin 1806 : De la base profonde et sublime des six points théosophiques 
  - Six points mystiques (Sex puncta mystica, 1620). Trad. Louis-Claude der Saint-Martin : Courte explication en six points

- Tommaso Campanella : 
  - De sensu rerum et magia, Francfort, 1re éd. (1620). 1re éd. du texte primitif italien par A. Bruers en 1925 (Del senso delle cose e della magia).
  - De Monarchia hispanica, 1re éd. en allemand 1620 et 1623. Rédigé en 1598, à Stilo. Trad. : La Monarchie d'Espagne, Paris, 1997.

- Comenius : O poezii české (De la poésie tchèque), 1620 - manuel de poésie tchèque .

- Marie de Gournay : 
  - Eschantillons de Virgile
  - deux poèmes dans Les Muses en deuil

- Francisco Suárez : De angelis.

## Naissances
- Claude Frassen, né en 1620 à Péronne et décédé à Paris le 26 février 1711, est un franciscain philosophe et théologien scotiste.

- 25 septembre à Joué : François Bernier, mort le 22 septembre 1688 à Paris, est un voyageur, médecin et philosophe épicurien français.

## Décès
- Antonio Serra (né vers 1568 à Cosenza et mort vers 1620) est un philosophe italien de la fin du XVIe et du début du XVIIe siècle, ainsi qu'un économiste mercantiliste.